# Automatización de los procesos de negocio
La automatización de los procesos de negocio, conocido como transformación digital, es la automatización industrial de los procesos de negocio complicados a través de la habilitación de tecnología. Se puede optimizar un negocio para hacerlo más sencillo, lograr transformación digital, aumentar calidad en el servicio, mejorar los servicios repartidos o contener los costos. Automatización de los procesos de negocio puede conseguir la integración de applicaciones, la reestructuración de la fuerza laboral y usar software de aplicación a través de toda la organización. Automatización robótica de procesos es un campo naciente dentro de la automatización de los procesos de negocio y usa inteligencia artificial.
Se puede implementar la automatización de los procesos de negocio en varias áreas que incluyen mercadotecnia, ventas y flujo de trabajo.

### Automatización de procesos de negocios (BPA) vs. automatización de procesos mediante robótica (RPA)
Aunque estos términos son similares, hay algunas diferencias. La automatización de procesos comerciales es un enfoque integral basado en la automatización con la ayuda de la tecnología, mientras que la automatización robótica de procesos es un enfoque específico que utiliza robots de software e inteligencia artificial. Por definición, la automatización robótica de procesos es una forma de automatización de procesos comerciales basada en el uso de robots de software metafóricos o inteligencia artificial.
Ahora viene la parte divertida: ¿Qué procesos puedes automatizar? De hecho, hay innumerables tareas que puede automatizar. La parte difícil es descubrir cómo hacerlo.
Es mejor comenzar con tareas simples y avanzar hasta automatizaciones más complejas. El trabajo que las empresas automatizan regularmente incluye la entrega de proyectos, la entrada de datos, las órdenes de venta e incluso la nómina, lo que ahorra tiempo y dinero a su equipo.
Su capacidad depende de las herramientas y el software que utilice. Por lo tanto, debe familiarizarse con las funciones disponibles antes de profundizar en la automatización. Si aún no tiene la herramienta, verifique si el software de administración de flujo de trabajo es adecuado para usted. Estas son algunas de las tareas más comunes que puede automatizar con una herramienta de automatización.